# Ringier
Ringier AG – szwajcarskie przedsiębiorstwo funkcjonujące w branży mediowej. Zostało założone w 1833 roku w Zofingen, a jego główna siedziba znajduje się w Zurychu. 
Ringier AG odpowiada za wydawanie ponad 120 tytułów prasowych na całym świecie. 